# Alain-Fabien Delon
Pour les articles homonymes, voir Delon.
Alain-Fabien Delon est un mannequin et acteur français, né le 18 mars 1994 à Gien (Loiret).

## Biographie

### Jeunesse
Alain-Fabien Delon naît le 18 mars 1994 à Gien, dans le Loiret. Il est le fils de l’acteur Alain Delon et du mannequin néerlandais Rosalie van Breemen. Il a une sœur aînée, Anouchka, et un demi-frère, Anthony.
Il passe son enfance principalement au domaine familial de Douchy, dans le Loiret, jusqu’à la séparation de ses parents en 2002.  À la suite du divorce, il suit sa scolarité aux Pays-Bas, pays d’origine de sa mère, avec laquelle il vit la majeure partie de l’année.  Ses relations avec son père sont alors distantes, se limitant à des rencontres estivales. 
En 2010, après plusieurs années d’éloignement, Alain-Fabien renoue avec son père. Alain Delon décide alors de le scolariser dans un établissement privé en Suisse.  Cependant, des tensions persistent, et en 2011, un incident survient, une jeune fille est blessée par un coup de feu lors d’une soirée dans la résidence suisse de son père. Alain-Fabien est condamné à cinq mois de prison avec sursis. À la suite de cet événement, il se retrouve sans domicile fixe et enchaîne divers petits emplois,.

### Carrière
En 2013, Alain-Fabien débute au cinéma dans le long métrage Les Rencontres d'après minuit de Yann Gonzalez, présenté à la Semaine de la critique du Festival de Cannes la même année.
En 2014, il apparaît dans Der Doppelganger, un court métrage réalisé par Julien Landais (en) pour Vogue Italia, aux côtés de Daphne Guinness,.
L’année suivante, il devient l’un des visages de la maison Dior, notamment pour la campagne Dior Homme signée Willy Vanderperre,.
En 2016, il joue dans l’épisode Brouillard en thalasso de la série télévisée Capitaine Marleau, incarnant un jeune homme sans domicile fixe, aux côtés de Corinne Masiero et Muriel Robin.
En 2019, il publie un roman autofictionnel, intitulé De la race des seigneurs, aux éditions Stock. L’ouvrage, salué pour sa maturité littéraire, évoque la relation complexe entre un fils et son père célèbre, dans un récit nourri d’éléments autobiographiques,.

### Vie privée
De 2017 à 2019, Alain-Fabien Delon est en couple avec l'animatrice de télévision et comédienne Capucine Anav,.
En 2024, il apparaît avec le mannequin Laura Bensadoun. En février 2025, le couple annonce attendre leur premier enfant pour le printemps. Le 29 avril, elle donne naissance a leur fille, prénommé Romy. 

## Filmographie

### Cinéma

#### Longs métrages
- 2011 : Je m'appelle Bernadette de Jean Sagols : Alain-Fabien
- 2013 : Les Rencontres d'après minuit de Yann Gonzalez :  l'adolescent
- 2018 : Une jeunesse dorée d'Eva Ionesco : Adrien
- 2020 : Un monde ailleurs d'Étienne Faure : Charlie
- 2023 : Jours sauvages de David Lanzmann : Manu
- Prochainement : Ultra Pure d'Ulla Fudge : Venus

#### Court métrage
- 2014 : Der Doppelganger de Julien Landais

### Télévision

#### Séries télévisées
- 2002 : Fabio Montale : Thomas (épisode 3 : Solea)
- 2016 : Capitaine Marleau :  Marin Cibié (saison 1, épisode 4 : Brouillard en thalasso)
- 2020 : Grand Hôtel : Xavier Vasseur (mini-série, 8 épisodes)
- 2021 : I3P de Jérémy Minui : Lionel Poupinel / Arlequin / Adrien Ganz (épisodes 1 et 2)

## Publication
- De la race des seigneurs, éditions Stock, 6 février 2019, 252 p. (ISBN 978-2234086074).